# ATMOS 2000
ATMOS 2000 (Autonomous Truck Mounted howitzer System、自動トラック搭載型榴弾砲システム)は、イスラエルのソルタム・システムズによって開発された52口径155mm榴弾砲搭載の自走砲システムである。
本システムは長射程、高速移動、トラックに搭載された大火力と機動性、急速な展開、短い反応時間、あらゆる環境下で活動可能である。
本システムは完全な弾道計算機を内蔵しており、自動制御、正確なナビゲーションとターゲット取得などが提供される。本システムは39-52の口径の様々な砲に適合し、エンドユーザーの異なる要求に対応できる。6x6、あるいは8x8のあらゆるトラックに積載可能である。

## 開発
ソルタム・システムズは1980年台に、空輸可能な軽量の装軌式車体に155mm榴弾砲を搭載したラスカル 155mm自走榴弾砲を開発していた。ATMOSはこの後継機種となる装輪式自走砲システムとして開発の進められたもので、2001年の終わり頃、ソルタム・システムズは1999年終わりごろから存在を漏らしていたATMOS 2000の最新版の詳細を発表した。その時、155mm装輪自走榴弾砲(Self-Propelled Wheeled Gun (SPWG))についても言及した。
ATMOSは自主開発であり、輸出マーケットを主に狙っていたが、イスラエル国防軍には既にデモンストレーションされていた。装輪自走榴弾砲は装軌式と比べて調達コストが安く、低ライフサイクルコストであり、制御やメンテナンスが容易である。付け加えて、より良い戦略機動性を持ち重装備輸送システムに依存する必要がない。
2001年終わり頃、本システムはイスラエルの広範囲な試験により1000回を超える砲撃を行った。
2003年中頃、未公表の外部顧客と交渉し、500万米ドル相当のATMOS 2000システムを販売した。
2004年終わり頃から、イスラエル国防軍はATMOS 155mm39口径システムの広範囲なフィールドテストを行った。
ルーマニアバージョンも存在し、ATROMと呼ばれているもので、ソルタムM71 155mm榴弾砲をROMAN 26.360 DFAEG 6x6トラックシャーシに搭載したモデルである。
このプロジェクトは3つのプロトタイプが製造されるまで待たされた。

## 概要

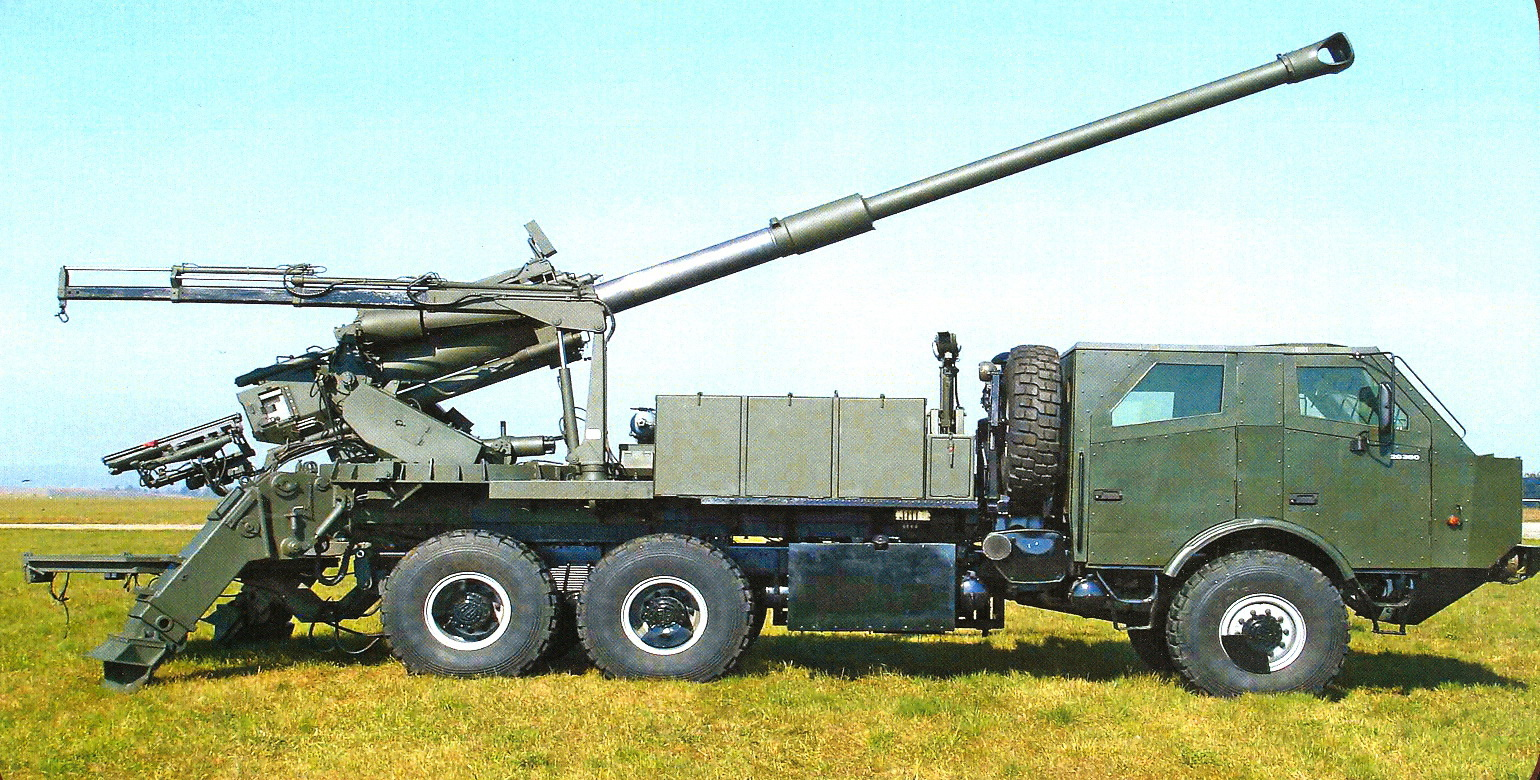
52 calibre ATROM system

ATMOSは155mm52口径のNATO(Joint Ballistic Memorandum of Understanding (JBMoU))準拠の砲に対応し、6x6クロスカントリートラックのシャーシに搭載される。
砲尾のメカニズムは水平のスライド式で、自己密封式の金属製閉塞リングと一緒に右側に自動的に開かれる。緩衝装置は油気圧式の複座機の付いた油圧のシリンダーである。後座する長さは850-1,100mmであり、2つの空気式の平衡装置を持つ。砲の持ち上げおよび旋回は全て油圧式で電子制御される。砲の照準、装填補助システム、駐鋤は油圧パワーパックで駆動される。
155mm/52口径の砲身によりベースブリード弾(using Extended Range Full-Bore - Base Bleed (ERFB-BB) projectile)使用時に41kmの最大射程を持ち、またNATO L15高性能装薬(NATO L15 High Explosive(HE) projectile)使用時に30km、そして旧式のM107装薬使用時に24.5kmである。
ATMOS 2000は27発の155mm砲弾を保持し、そして関連する装薬があり、4人の乗員により制御され、うち2人の装填手(loaders)が後部座席に位置する。
本システムは毎分4-9発発射できる。
|          | 19式         | アーチャー  | カエサル          | ATMOS                         | ダナ                                  | ノーラ B-52                                  | G6-52       | 2S22         | RCH 155         | マルバ       |
| -------- | ------------ | ----------- | ----------------- | ----------------------------- | ------------------------------------- | -------------------------------------------- | ----------- | ------------ | --------------- | ------------ |
| 画像     |              |             |                   |                               |                                       |                                              |             |              |                 |              |
| 全長     | 11.21m       | 14.1m       | 10.0m             | 9.5m(本体)                    | 11.1m                                 | 11.0m                                        | 10.4m       | ?            | 10.4m           | 13.0m        |
| 全幅     | 2.5m         | 3.0m        | 2.55m             | 2.55m(本体)                   | 3.0m                                  | 2.95m                                        | 3.5m        | ?            | 2.99m           | 2.75m        |
| 全高     | 3.4ｍ        | 3.3-3.9m    | 3.7m              | ?                             | 2.85m                                 | 3.45m                                        | 3.4m        | ?            | 3.6m            | 3.1m         |
| 重量     | 25t以下      | 33.5t       | 17.7t             | 22t(参考)                     | 29t                                   | 34t(K-I) 25t(K2)                             | 46.5t       | 28t          | 39t以下         | 32t          |
| 最高速度 | 90km/h       | 65km/h      | 100km/h           | 80km/h(道路上) 30km/h(不整地) | 80km/h                                | 90km/h(道路上) 25km/h(砂利道) 15km/h(不整地) | 85km/h      | ?            | 100km/h(道路上) | 80km/h       |
| 乗員数   | 5名          | 3-4名       | 5名 （緊急時3名） | 4-6名                         | 5名                                   | 3-5名                                        | 3-5名       | 5名          | ?               | 5名          |
| 主砲     | 52口径155mm  | 52口径155mm | 52口径155mm       | 52口径155mm                   | 36.6口径152mm                         | 52口径155mm (砲室23L または25L)              | 52口径155mm | 52口径155mm  | 52口径155mm     | 47口径152mm  |
| 副武装   | －           | RWS×1       | －                | －                            | 7.62mm機銃 または 7.62mm/ 12.7mm RCWS | －                                           | －          | －           | －              | －           |
| 最大射程 | 不明         | 60km        | 50km              | 41km                          | 28km                                  | 58km 67km                                    | 67km        | 35-40km      | 40km            | 24.5km       |
| 発射速度 | 不明         | 8-9発/分    | 6-8発/分          | 4-9発/分                      | 5発/分                                | 6-12発/分                                    | 4発/分      | 4-8発/分     | 不明            | 7発/分       |
| 装填装置 | 自動アシスト | 自動        | 自動アシスト      | 自動アシスト                  | 自動                                  | 自動                                         | 自動        | 自動アシスト | 自動            | 自動アシスト |
| 装甲     | 不明         | ○           | △                 | △                             | ○                                     | ○                                            | ○           | ○            | ○               | △            |
| 備考     | [ 注 12 ]    |             | [ 注 13 ]         | [ 注 14 ]                     | [ 注 15 ]                             | [ 注 16 ]                                    |             |              | [ 注 17 ]       |              |

## 諸元
- 射程
  - 41km - 52口径
  - - 49口径
  - - 39口径
- 発射速度
  - バースト - 3発を15秒以内
  - 急速 - 5発を1分以内
  - 持続 - 80発以上を1時間以内
- 照準分解能 - 1 artillery mil以内
- 射撃準備 - 1分以内
- 陣地転換 - 1分以内[2]

## 運用国

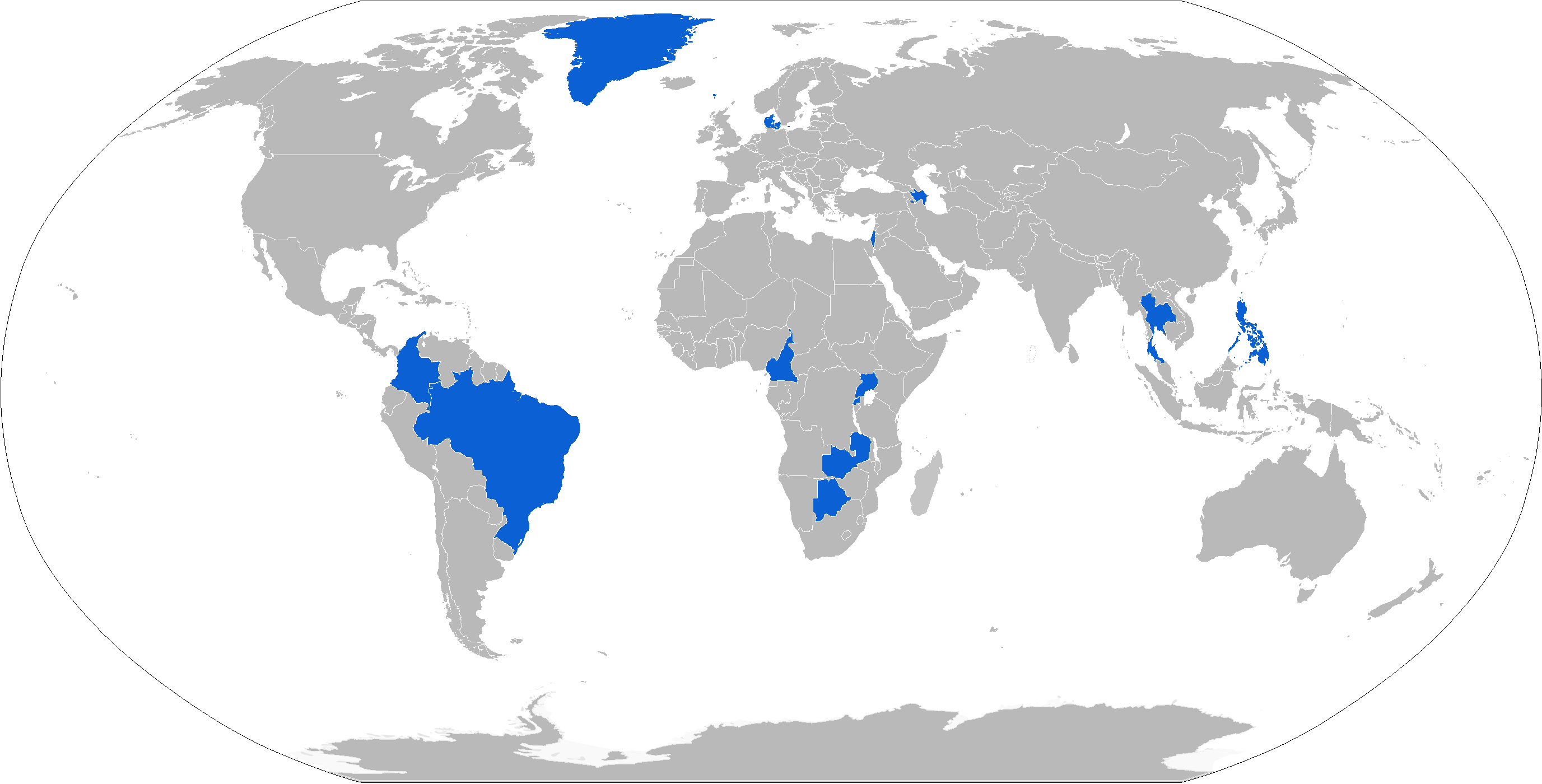
ATMOS 2000 運用国

- イスラエル - 2017年以降、イスラエル国防軍がATMOS 2000の発展型をM109 155mm自走榴弾砲の後継として導入する可能性があるとされている[6]
- アゼルバイジャン - 2024年時点で、アゼルバイジャン陸軍が5両のATMOS 2000を保有している[7][8]。
- カメルーン - カメルーン軍 18両[9]
- デンマーク - 2024年時点で、デンマーク陸軍が1両のATMOS 2000を保有[10](全19両発注)。2022年ロシアのウクライナ侵攻を受けウクライナ軍への支援として供与したカエサルの代替で導入。車体はタトラのT815-7を使用。また同じ車体を使用したPULS MLRSも同時に導入している。[11]
- タイ - タイ軍 6両[12][13]
- ルーマニア - ルーマニア軍 3両のATROMプロトタイプ[8][9]
- ウガンダ - ウガンダ軍 6両[8][9]
- ルワンダ - ルワンダ国防軍（英語版） 1両のみ[14]
- ポーランド - ポーランド軍が、自国でライセンス生産したクリル 155mm自走榴弾砲を運用予定[15]。